# Patrick Doyle
Patrick Doyle (Uddingston, Escócia, 6 de abril de 1953) é um compositor escocês de trilhas sonoras para filmes.
Patrick tornou-se conhecido pelas trilhas dos filmes A Little Princess em 1995 e Harry Potter e o Cálice de Fogo em 2005, porém ele já fez outros filmes que lhe renderam nomeações para premiações como Óscar e Globo de Ouro, contudo ele ainda não ganhou nenhum. Além de compor e reger as composições do filme Henrique V ele também cantou em algumas. Dentre os mais célebres filmes para que Doyle compôs, Hamlet e Thor estão entre eles.
Patrick Doyle trabalhou na trilha sonora de vários filmes dirigidos pelo cineasta inglês Kenneth Branagh, como Hamlet (em que a atriz Kate Winslet, que também canta, faz uma performance absolutamente tocante do poema que Shakespeare escreveu para a personagem Ophelia/ Ofélia), Much Ado About Nothing /  Muito Barulho por Nada (no Brasil) - em que o tema principal, Sigh no More, Ladies era uma verdadeira ode à alegria, para mais uma história baseada em peça de William Shakespeare - e Henry V / Henrique V, onde a grandiosidade do personagem central, protagonizado pelo próprio Branagh, era evidenciado também pela música. Dead Again, de 1991, foi mais uma colaboração entre o cineasta e o compositor. O filme, misto de policial com thriller psicológico, tinha no elenco Kenneth Branagh, Emma Thompson e Andy Garcia.
Outro filme dirigido por Kenneth Branagh com trilha sonora de Doyle foi a produção de James V. Hart e Francis Ford Coppola Mary Shelley's Frankenstein / Frankenstein de Mary Shelley (no Brasil). O filme era estrelado por Branagh (na pele do Dr. Viktor Frankenstein), de Helena Bonham Carter (como Elizabeth) e Robert De Niro (como a Criatura). Em 2010 Doyle e Branagh uniram-se novamente no filme do deus do trovão Thor.
Patrick Doyle também compôs as trilhas sonoras de alguns filmes  como Nanny McPhee em 2005, Indochina (de 1992, com Catherine Deneuve no elenco), Carlito's Way (de Brian De Palma, com Al Pacino no papel principal), Sense and Sensibility / Razão e Sensibilidade (filme do cineasta Ang Lee, com Kate Winslet, Hugh Grant, Alan Rickman e Emma Thompson, que ganhou o Oscar de Melhor Roteiro), Great Expectations (com Gwyneth Paltrow no elenco), O Diário de Bridget Jones (de 2001, com Hugh Grant, Jim Broadbent, Colin Firth e a estrela Renée Zellweger), Gosford Park (de Robert Altman), Killing Me Softly (estrelado por Joseph Fiennes e Heather Graham, sob direção de Ang Lee), Man to Man (tendo no elenco Joseph Fiennes e Kristin Scott Thomas), Planeta dos Macacos: A Origem (de 2011, com James Franco no elenco, além de Thor (filme) estrelado por Chris Hemsworth e Natalie Portman onde fez a sua famosa trilha "Can You See Jane?", a mais marcante do filme.
Em 2023 compôs a Marcha da Coroação para a Coroação de Carlos III do Reino Unido.